# 陳志耕
陳志耕（7月25日—），天主教輔仁大學新聞傳播學系畢業，2011年加入中國電視公司新聞部，主跑社會線，現任中視新聞台主播、中視氣象台主播、新聞部採訪中心主任。

## 學歷
- 天主教輔仁大學新聞傳播學系

## 經歷
- 2011年：加入中視新聞記者採訪社會線
- 2012年：蘇拉、天秤風災採訪
- 2012年： 隨台灣誌團隊合歡山隨隊採訪
- 2013年：專訪維珍航空創辦人：理查德布蘭森
- 2013年至今：新聞、氣象播報工作
- 2014年至今：國慶大典氣象播報
- 2014年：《中視早安新聞》主播（2014年5月17日－；週六獨自播報，2017年8月7日轉為平日播報（2017年8月7日-2017年12月與蕭惠文、黃晴搭檔，2018年3月5日-2018年6月1日與郭安妮搭檔，2018年6月4日-2018年6月29日單獨播報，2018年7月2日-2019年9月6日胡志成搭檔）
- 2014年：《中視午間新聞》假日主播（2014年5月17日－2017年；輪流播報）
- 2016年8月2日-2016年11月26日：中視《潘朵拉心情BOX》主持人
- 2017年1月1日-2017年4月9日：中視新聞台《科學補給站》主持人
- 2017年8月19日-2017年8月30日：世大運看中視特報主播
- 2017年10月28日-2018年1月20日：中視《夢想大學堂》(第三季)主持人
- 2019年4月6日-2019年4月13日：中視新聞台《直擊神秘禁區》主持人
- 2019年4月14日-2019年6月9日：中視新聞台《翻轉人生密碼》主持人
- 2019年8月17日-2020年12月13日：中視新聞台《台灣新聞眼》主持人
- 2019年10月10日108年國慶看中視台灣耀更好特別報導與洪怡惠搭檔
- 2020年10月10日109年國慶看中視民主台灣自信前行特別報導與林佩潔搭檔
- 2021年10月10日110年金陽雙十國慶看中視特別報導與林佩潔搭檔
- 2022年10月10日111年歡慶雙十國慶看中視特別報導與李易璇搭檔
- 2023年10月10日112年永續中華歡慶雙十國慶看中視特別報導與李易璇搭檔
- 2024年5月20日賴蕭新局 520總統就職大典特別報導與李易璇搭檔
- 2024年10月10日113年中華民國讚國慶 雙十看中視特別報導

## 曾主持或主播節目
| 時間                         | 頻道                 | 節目                     | 備註              |
| 2014年5月17日至今            | 中視主頻、中視新聞台 | 《中視早安新聞》         | 週六主播          |
| 2017年8月7日-2019年9月6日    | 中視主頻、中視新聞台 | 《中視早安新聞》         | 平日主播          |
| 2014年5月17日-2023年3月26日  | 中視主頻、中視新聞台 | 《中視午間新聞》         | 週六主播→週日主播 |
| 2016年8月2日-2016年11月26日  | 中視主頻             | 《潘朵拉心情BOX》        | 主持人            |
| 2017年1月1日-2017年4月9日    | 中視新聞台           | 《科學補給站》           | 主持人            |
| 2017年10月28日-2018年1月20日 | 中視主頻             | 《夢想大學堂（第三季）》 | 主持人            |
| 2019年4月6日-2019年4月13日   | 中視新聞台           | 《直擊神秘禁區》         | 主持人            |
| 2019年4月22日-2019年6月9日   | 中視新聞台           | 《翻轉人生密碼》         | 主持人            |
| 2019年8月17日-2020年12月13日 | 中視新聞台           | 《台灣新聞眼》           | 主持人            |
| 2023年4月1日-2023年11月25日  | 中視主頻、中視新聞台 | 《中視新聞全球報導》     | 週六主播          |

## 外部連結
- 中視全球資訊網 主播 | 陳志耕 （页面存档备份，存于） - 官方主播介紹
- 中視新聞 陳志耕的Facebook專頁 陳志耕主播粉絲頁